# Delias belladonna
Delias belladonna é uma borboleta de montanha de tamanho médio da Índia e países adjacentes. Pertence à família Pieridae, isto é, as amarelas e brancas.

## Subespécies

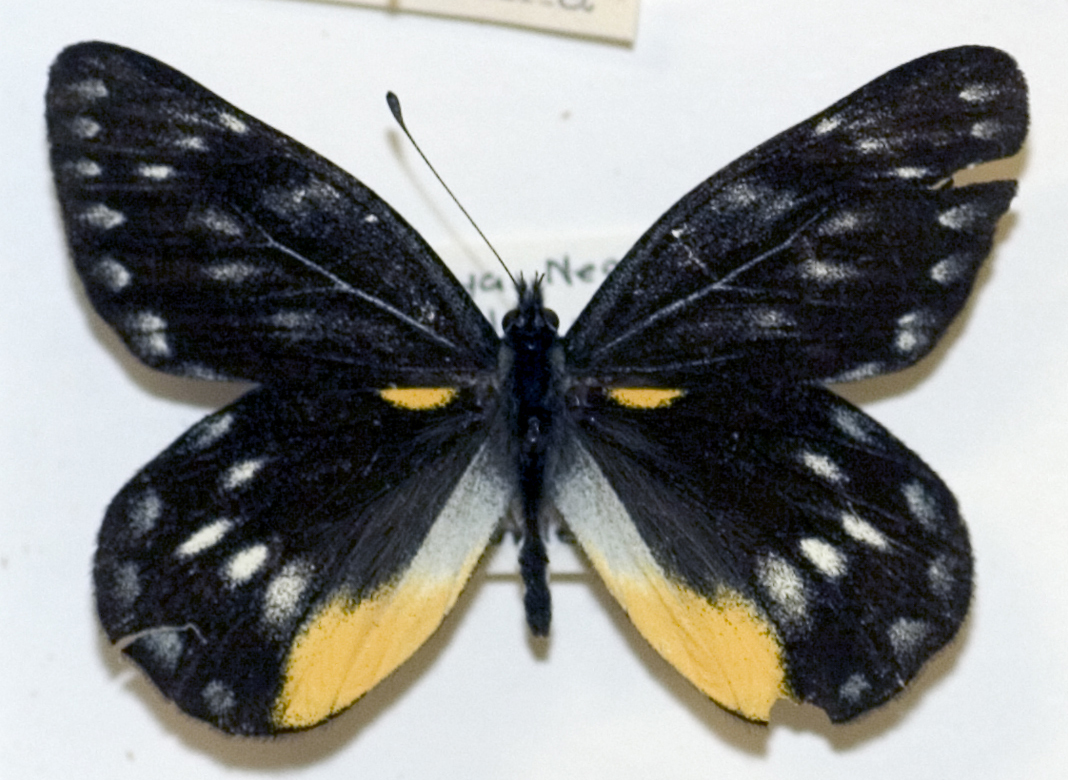
Delias belladonna malayana fêmea

As subespécies de Delias belladonna encontradas na Índia são
- Delias belladonna horsfieldi Grey, 1831
- Delias belladonna ithiela Mordomo, 1869
- Delias belladonna lugens Jordânia, 1925

## Distribuição
Esta espécie vive no Himalaia de Kulu a Sikkim Butão a altitudes de 2.000 a 7.000 pés (610 a 2.130 m); Assam: as colinas de Khasi; as colinas da Birmânia e Tenasserim; estendendo-se para a Tailândia e China.